# Platygaster flavitarsis
Platygaster flavitarsis är en stekelart som beskrevs av Fouts 1926. Platygaster flavitarsis ingår i släktet Platygaster och familjen gallmyggesteklar. Inga underarter finns listade i Catalogue of Life.